# Kent (Indiana)
Kent – jednostka osadnicza w Stanach Zjednoczonych, w stanie Indiana, w hrabstwie Jefferson.